# Robin Van Dyck
 (mai 2025).
Robin Van Dyck est un auteur et comédien belge né à Etterbeek le 23 octobre 1991,.

## Biographie
Après des études au Collège Saint-Hubert de Watermael-Boitsfort, Robin Van Dyck entre à la section Théâtre et Arts de la Parole du Conservatoire Royal de Bruxelles, dont il est diplômé en juin 2014,.
Parallèlement à ses études, il écrit diverses pièces de théâtre qui seront jouées lors du Festival Courants d'air organisé par le Conservatoire Royal de Bruxelles.
Son texte L'espoir de sauver les vivants est publié en octobre 2024 aux Éditions Lansman,.

## Au Théâtre
- 2012: Bal-Trap de Xavier Durringer au Café Théâtre de la Samaritaine, mise en scène Sandrine Guise.
- 2013: Le mot progrès dans la bouche de ma mère sonnait terriblement faux de Matei Visniec, mise en scène Benoît Pauwels.
- 2013: Yaacobi et Leidental de Hanokh Levin, au Centre Culturel Les Riches-Claires, assistant, mise en scène Emmanuel Guillaume[7].
- 2014: Un drôle de père de Bernard Slade, adaptation de Gérald Sibleyras, au Théâtre Royal des Galeries, mise en scène d'Alexis Goslain[8].
- 2014: Récital 14-18, auteurs divers, à La Bellone et au Whall, mise en scène de Françoise Villiers.
- 2015: Le premier d'Israël Horovitz, au Centre Culturel Les Riches-Claires, mise en scène Benoît Pauwels.
- 2015: En vous remerciant de Antoine Guillaume, au Théâtre de la Toison d'Or, mise en scène de l'auteur.
- 2015: On purge bébé de Georges Feydeau, Café Théâtre de la Samaritaine, mise en scène Yves Claessens.
- 2016: On dit une couque de Maxime Anselin, au Théâtre de la Toison d'Or, mise en scène Yannick Van Hemelryck.
- 2016: Saint-Céryland de Jeanne Delsarte, au Théâtre de la Toison d'Or, mise en scène de l'autrice.
- 2017: Une solution pour Lisbeth Vanderzogel de Robin Van Dyck, au Café Théâtre l'Os à Moelle, mise en scène de l'auteur.
- 2018: Les mandibules de Louis Calaferte, à l'Atelier Théâtre Jean Vilar, au Grenier à Sel à Avignon, ainsi qu'au Théâtre Régional des Pays de la Loire, mise en scène de Patrick Pelloquet[9].
- 2019: L'histoire du soldat de Stravinski et Ramuz, au Centre Culturel du Brabant Wallon, mise en scène Christophe Herrada.
- 2019: La toile d'araignée d'Agatha Christie, au Théâtre Royal des Galeries, mise en scène Alexis Goslain[9],[10].
- 2019: Trois hommes et un couffin de Coline Serreau, au Théâtre Royal des Galeries, mise en scène Alexis Goslain[9],[11].
- 2019: Déraison d'être de Gherasim Lucas, mise en scène Annette Brodkom.
- 2020: Reprise Les mandibules de Louis Calaferte.
- 2020: Misery de Stephen King, au Théâtre Royal des Galeries, mise en scène de Fabrice Gardin[12].
- 2021: Le béret de la tortue de Gérald Sibleyras, au Théâtre Royal des Galeries, mise en scène Sandra Raco.

- 2022: Toâ de Sacha Guitry, à la Comédie de Bruxelles, mise en scène Daniel Hanssens[9].
- 2023: Le système Ribadierde Georges Feydeau, au Théâtre Royal des Galeries, mise en scène Sandra Raco.
- 2023: Le crime de l'Orient-Express d'Agatha Christie, adaptation de Ken Ludwig, version française Gérald Siblyeras, mise en scène Fabrice Gardin[9],[13].
- 2024: Lady Agatha de Cristos Mitropoulos et Ali Bougheraba, au Théâtre Royal des Galeries, mise en scène Fabrice Gardin[9],[14].
- 2024-2025: Reprise. Le crime de l'Orient-Express au Théâtre Royal des Galeries.
- 2025: La nuit du fils de Giuseppe Santoliquido, Au Théâtre Royal des Galeries, assistant, mise en scène Sandra Raco.
- 2025: Kean d'Alexandre Dumas, adaptation Jean-Paul Sartre et Alain Leempoel, au Théâtre Royal des Galeries, mise en scène Alain Leempoel[9],[15].

## Télévision
- Pandore, 1 épisode. Série RTBF.

## Auteur
- 2012 : Lune. Lecture au Festival Courants d'Air du Conservatoire Royal de Bruxelles[16].
- 2013 : Sortie A mise en scène Olivier Francart, avec Bernard Gahide et Camille Pistone, Festival Courants d'air[17].
- 2015 : Sarah 1912 au Centre Culturel les Riches Claires, avec Fanny Dumont et Gabriel Alamaer, mise en scène Benoît Pauwels[18].
- 2017 : Une solution pour Lisbeth mise en scène de l'auteur, avec Laura Noël et Sarah Dupré, Café-Théâtre Os à Moëlle, Centre Culturel Les Riches-Claires, Centre Culturel d'Auderghem, Centre Culturel de Jette[19].
- 2022 : L'espoir de sauver les vivants[20]

## Radio
- 2021 : L'espoir de sauver les vivants de Robin Van Dyck, avec Stéphanie Van Vyve, Pietro Pizzuti et Fabrice Rodriguez, direction d'acteurs Hélène Theunissen, réalisation Pascale Tison, Par Ouï-dire, RTBF[23],[24].